# جسیا اسلام
جسیا اسلام (به انگلیسی: Jessia Islam) (زاده ۱۶ مهٔ ۱۹۹۹) مدل، بازیگر و ملکه زیبایی بنگلادشی است. او دختر شایسته بنگلادش در سال ۲۰۱۷ شد. همچنین در سال ۲۰۱۷ نماینده بنگلادش در دوشیزه دنیا بود. او همچنین قرار است به نمایندگی از بنگلادش در مراسم دوشیزه گرند اینترنشنال ۲۰۲۴ شرکت کند.
از کارهای معروف او می‌توان به بازی در فیلم ام‌آر-۹ اشاره کرد.